# Malacoceros girardi
Malacoceros girardi é uma espécie de anelídeo pertencente à família Spionidae.
A autoridade científica da espécie é Quatrefages, tendo sido descrita no ano de 1843.
Trata-se de uma espécie presente no território português, incluindo a sua zona económica exclusiva.